# Alfred J. Gertler
Alfred Johannes Hubertus Gertler (* 25. Juni 1950 in Hannover) ist ein deutscher Journalist und Organisator verschiedener Veranstaltungen.

## Leben
Alfred J. Gertler ist der zweitjüngste Sohn von Alfred Gertler und Bruder von Martin Gertler. Er machte 1968 sein Abitur am Gymnasium Paulinum in Münster und studierte anschließend zunächst Germanistik und Katholische Theologie an der Universität Münster (1968–1971), anschließend Germanistik und Allgemeine Sprachwissenschaft an der Universität Regensburg (1971–1976) und schloss als Magister artium ab.
Von 1965 bis 1975 arbeitete Gertler als freier Journalist für Tageszeitungen (Münstersche Zeitung, Westfälische Nachrichten, Mittelbayerische Zeitung), Wochenzeitungen (Publik) und im Rundfunk (WDR, SDR, BR, HR, SR, SWF). Ab 1975 war er fester freier Mitarbeiter im SDR-Studio Heidelberg. Von 1977 bis 1980 war er Redakteur Nachrichten bei RTL (Hörfunk) in Luxemburg und von 1980 bis 1990 politischer Korrespondent für RTL-Hörfunk in Bonn. In den Jahren 1991 bis 2001 arbeitete er als politischer Korrespondent für das Flensburger Tageblatt in Bonn und Berlin. Von 1990 bis 1999 berichtete er über die Bundespolitik aus Bonn für den ORB und Radio Bremen. 2004 gründete er die Gertler Deutschmann GbR, die 2005 in die Gertler Deutschmann GmbH & Co. KG verändert wurde. Diese führte er bis 2020. Seit September 2022 ist er Senior Communications Advisor bei der Investmentbank Fieldstone.
Gertler übernahm mehrere Ehrenämter: Von 1986 bis 1989 war er Mitglied im Landesvorstand Nordrhein-Westfalen des Deutschen Journalisten-Verbandes (DJV), von 1989 bis 1991 Mitglied im Bundesvorstand des Deutschen Journalisten-Verbandes (DJV) und von 1993 bis 2003 Mitglied im Vorstand der Bundespressekonferenz.
Von 1997 bis 2015 war er für die Organisation des Bundespresseballs verantwortlich.

## Auszeichnungen
- 2002 Bundesverdienstkreuz[11]

## Veröffentlichungen
- Alfred J. Gertler: Björn Engholm in Gespräch, Perspektiven sozialdemokratischer Politik. Bouvier, Bonn 1991.